# Adam Nawałka
Adam Nawałka, född den 23 oktober 1957 i Kraków, är en polsk före detta professionell fotbollsspelare och sedermera tränare. Mellan 1977 och 1980 spelade Nawałka 34 landskamper för det polska landslaget. Han är numera förbundskapten för det polska herrlandslaget.